# Los Limones, Pungarabato
Los Limones är en ort i Mexiko.   Den ligger i kommunen Pungarabato och delstaten Guerrero, i den södra delen av landet, 200 km sydväst om huvudstaden Mexico City. Los Limones ligger 256 meter över havet och antalet invånare är 641.
Terrängen runt Los Limones är platt åt nordväst, men åt sydost är den kuperad. Runt Los Limones är det ganska tätbefolkat, med 129 invånare per kvadratkilometer. Närmaste större samhälle är Ciudad Altamirano, 4,0 km väster om Los Limones. Omgivningarna runt Los Limones är en mosaik av jordbruksmark och naturlig växtlighet.